# Erica Campbell
Erica Rose Campbell (født 12. maj 1981 i Deerfield, New Hampshire) er en amerikansk nøgenmodel. Hun er specielt populær i Storbritannien, hvor hun ofte medvirker i Men's World og andre blade. Hun har ikke fået kirurgiske indgreb af nogen art. Campbell var Playboy Special Editions Model of the Year for 2005. Hun var også Mystique Magazine Model Safari vinder i 2003 og kunne på Internettet ses i Danni's HotBox og FreeOnes gallerier.
Erica blev Playboy.com's Cyber Girl of the Week i den første uge af juni 2006 og Cyber Girl of the Month for oktober 2006.
- Wikimedia Commons har flere filer relateret til Erica Campbell